# Taura
Pour les articles homonymes, voir Taura (homonymie).
Taura est une commune de Saxe (Allemagne), située dans l'arrondissement de Saxe centrale, dans le district de Chemnitz.